# Península de Tumbes

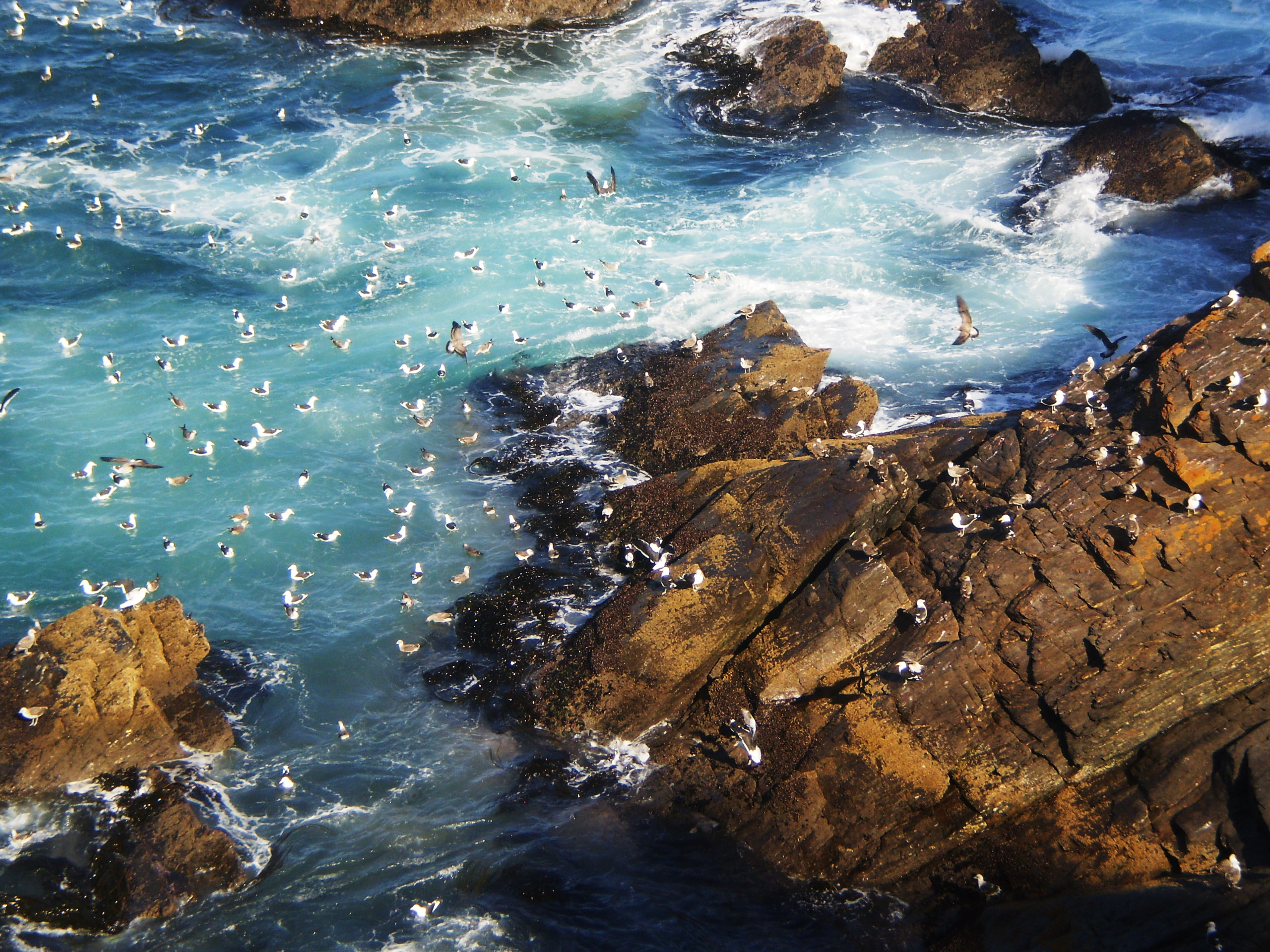
Aves en el parque de Tumbes

Tumbes es una península que se conecta con la planicie de Talcahuano - San Vicente, ubicada al extremo norte de la Comuna de Talcahuano, en Chile.

## Contexto geográfico
Tiene una longitud de aproximadamente 7 km entre su punto más extremo que son los acantilados rocosos juntos al mar cercanos a la Caleta Tumbes, hasta llegar al centro de la comuna de Talcahuano.
Aproximadamente entre Talcahuano y Caleta Tumbes hay una distancia de 10 km.

## Población urbana y rural
Dentro de esta península se concentra una gran cantidad de población urbana en sectores cercanos y aledaños al centro de esta comuna, cuyos lugares son Lobos Viejos, Centinela, Las Canchas, Barrio Militar Residencial de la Armada, entre otros solo por mencionar las más populosas. 
Además la población semiurbana se ubica en un punto bien lejano así como en plena carretera a la Caleta Tumbes, que no alcanza los 4.000 habitantes, también pertenecientes al territorio comunal de Talcahuano. En forma detallada que desde los sectores residenciales urbanos de la Península de Tumbes (o de los cerros de Talcahuano) existe gran cantidad de transporte urbano, que son los buses urbanos del Gran Concepción, como los buses urbanos para recorridos dentro de las comunas de Talcahuano y Hualpén, y así mismo los taxis colectivos para recorridos dentro de la ciudad de Talcahuano. La cantidad es 20% de población.

## Flora, fauna y medio ambiente
Entre el sector Las Canchas (zona urbana) y la Caleta Tumbes (zona semiurbana) existe un gran distanciamiento que sólo los une un camino pavimentado rodeado de una zona forestal de árboles alóctonos y bosque nativo, con plantas como el boldo, litre, maqui, copihue, avellano, peumo, chagual, etc; sin embargo no existe o se desconoce de algún recinto cuyos propietarios son dueños de alguna forestal, como también lugares donde talar árboles instalado en aquel trayecto ya que la mayor parte del recinto natural está protegido de forma privada por la Armada de Chile con sede en Talcahuano. En estos recintos es donde se ubican las dependencias de la armada para las maniobras y actividades de grumetes y marinos.
En cuanto a la fauna, solo se puede apreciar una poca fauna silvestre sobreviviente en las costas disparejas y rocosas de la Península en la zona Oeste (vista al mar hacia el océano Pacífico), en especial a algunos castores, lobos marinos, chungungos, pelícanos, peces silvestres; mientras en los valles hay loicas, jilgueros, chincoles, queltehues, etc; entre una gran cantidad de animales debido a la protección que la armada le ha brindado a dicho recinto. Y para acceder a dicho territorio se debe solicitar permiso a la institución militar ya que de aquello existen caminos de tierra que unen el camino a la Caleta Tumbes con Talcahuano donde se puede llegar a apreciar animales silvestres en dicho sector, rodeado de zonas naturales envidiables de conocer.

## Recintos de la armada y astilleros de ASMAR
A la orilla de la península hacia el Este (vista panorámica a las comunas de Penco y Tomé) existe un territorio privado resguardado por la guardia de la Armada de Chile, donde se ubica la jefatura naval de dicha institución, algunas oficinas de la armada, sectores comerciales, complejos deportivos y un barrio residencial exclusivo como también un gran monumento nacional, el Museo Buque Monitor Huascar, barco peruano construido en Inglaterra protagonista de la Guerra del Pacífico capturado en combate por la Escuadra chilena el 8 de octubre de 1879, hoy un lugar donde concurren muchos visitantes para apreciar rincones donde se refugiaban los marinos (camarotes, zonas de guardia, salas de arte, timón, etc).
Además se ubican los Astilleros ASMAR, lugar donde se construyen y se reparan barcos justo al final de la planicie de Talcahuano hacia el norte.
La Península de Tumbes es un gran patrimonio natural del Gran Concepción, donde no solo se puede apreciar estando presente en dicho lugar, sino que desde el Cerro Caracol de Concepción con una distancia cercana a los 20 km. también se puede apreciar este cerro, como también desde las playas de Hualpén, la ribera del Río Bio Bio en San Pedro de la Paz, y a la perfección se puede apreciar en el litoral de Penco y Tomé.